# Carme Elías

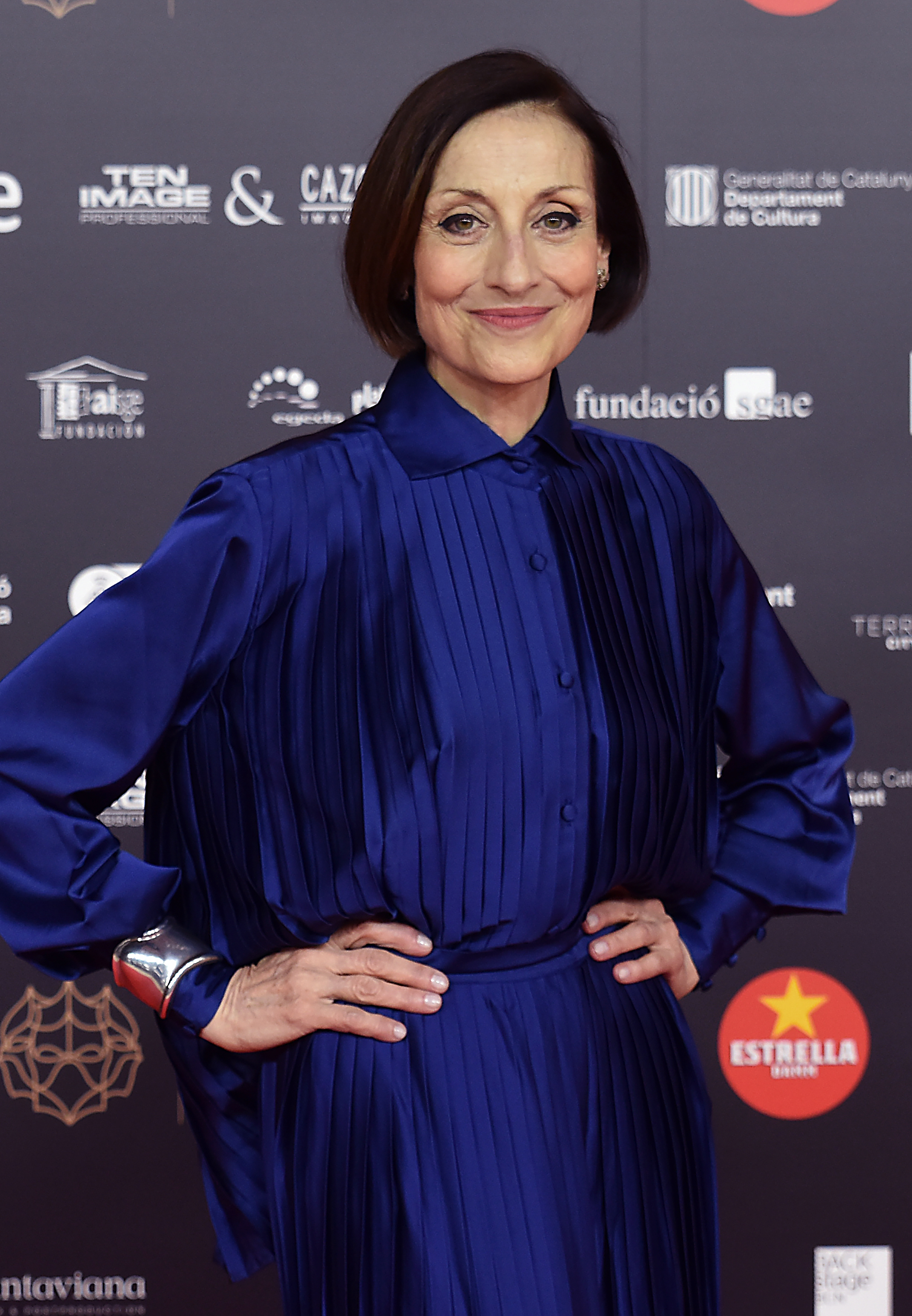
Carme Elías bei der Verleihung der Premios Gaudí, 2021

Carme Elías i Boada (* 14. Januar 1951 in Barcelona) ist eine spanische Schauspielerin.

## Biografie
Carme Elías studierte Schauspiel am Institut del Teatre in Barcelona. Einer ihrer Lehrer war Fabià Puigserver. An der Schule von Lee Strasberg in New York vollendete sie ihre Ausbildung. Ihr Theaterdebüt hatte sie 1974 in La señorita Julia, der spanischen Fassung von August Strindbergs Fräulein Julie, unter der Regie von Adolfo Marsillach. Auf sich aufmerksam machte sie mit ihrem Auftritt in Àngel Guimeràs Werk Terra baixa.
Im Kino debütierte sie 1978 in La orgía von Francesc Bellmunt.
Dem breiten Publikum wurde sie durch Fernsehauftritte vertraut: 1983 durch die Serie Anillos de oro,  ein Jahr später durch Y sin embargo, te quiero und 1986 durch Turno de oficio unter der Regie von Antonio Mercero. Weitere Rollen in Fernsehserien verkörperte sie 1992 in Hasta luego, cocodrilo und 1998 in Señor alcalde. 2008 verkörperte sie in der Serie Herederos bei RTVE die Rolle der starken Antagonistin der Heldin. 2010 wechselte sie zu Antena 3 und spielte in der Serie Gavilanes die Rolle der Sofía Cortés.
Bedeutende Filmrollen verkörperte sie unter anderem
- 1985 in Stico von Jaime de Armiñán;
- 1994 in Los peores años de nuestra vida von Emilio Martínez-Lázaro;
- 1995 in La flor de mí secreto von Pedro Almodóvar;
- 2004 in Sinfonía desconcertante von Belén Santos; dieser Film gewann den Sonderpreis der Jury beim Indianapolis Film Festival;
- 2006 in Los aires difíciles von Gerardo Herrero;
- 2010 in Planes para mañana von Juana Macías.

Für Javier Fessers Film Camino von 2008, in dem sie die Mutter einer Opus-Dei-Familie spielt, deren Tochter an Krebs stirbt, erhielt sie den Premio Goya für die beste Darstellerin und weitere Auszeichnungen, darunter die der Schauspielergewerkschaft, den Premio Sant Jordi des RNE und den Premio Butaca. 2018 wurde sie für Quién te cantará von Carlos Vermut für den Premio Gaudí für die beste weibliche Hauptrolle nominiert.
Als Synchronsprecherin lieh sie unter anderem Nastassja Kinski, Daryl Hannah und Demi Moore ihre Stimme. In der katalanischen Synchronisation von Aliens – Die Rückkehr sprach sie die Rolle der Hauptdarstellerin Sigourney Weaver.
Auf der Theaterbühne agierte sie unter anderem
- 1993 in Los cabellos de Absalón von Pedro Calderón de la Barca;[14]
- 1984 in La gata sobre el tejado de zinc[15] von Tennessee Williams;[16]
- 1989 in El hombre del destino[17] von George Bernard Shaw;[18]
- 1993 in Casi una diosa von Jaime Salom;[19]
- 1999 in Els gegants de la muntanya[20] von Luigi Pirandello;[21]
- 2008 in La dama enamorada von Joan Puig i Ferreter;[21]
- 2008 in La gaviota[22] von Anton Tschechow;[21]
- 2008 in Edipo Rey[23] von Sophokles;[21]
- 2010 in Prometeo[24] von Aischylos;[21]
- 2011 in Purgatorio von Ariel Dorfman;[21]
- 2015 in dem Ein-Personen-Stück Al Galope unter der Regie von Guido Torlonia;[21]
- 2019 in Què va passar amb Bette Davis i Joan Crawford? von Jean Marbœuf.[25]

Im März 2022 gab sie beim Film-Festival von Barcelona bekannt, dass sie an Alzheimer leide.

## Auszeichnungen (Auswahl)
| Jahr | Wettbewerb                               | Auszeichnung                    | Stück                         | Genre   | Nachweis |
| ---- | ---------------------------------------- | ------------------------------- | ----------------------------- | ------- | -------- |
| 1993 | Premio de la Unión de Actores y Actrices | Beste Hauptrolle                | La doble inconstancia         | Theater | [ 27 ]   |
| 2003 | Premio María Guerrero                    | Beste weibliche Hauptrolle      | La gaviota                    | Theater | [ 28 ]   |
| 2004 | Indianapolis Film Festival               | Preis der Jury                  | Sinfonía desconcertante       | Film    | [ 10 ]   |
| 2007 | Premio Butaca                            | Beste katalanische Darstellerin | El ventall de Lady Windermere | Theater | [ 29 ]   |
| 2008 | Premio Goya                              | Beste weibliche Darstellerin    | Camino                        | Film    | [ 30 ]   |
| 2008 | Premio de la Unión de Actores y Actrices | Beste Hauptdarstellerin         | Camino                        | Film    | [ 31 ]   |
| 2008 | Premio Sant Jordi                        | Beste spanische Darstellerin    | Camino                        | Film    | [ 32 ]   |
| 2008 | Premio Turia                             | Beste Darstellerin              | Camino                        | Film    | [ 33 ]   |
| 2021 | Premio Gaudí                             | Ehrenpreis für das Lebenswerk   |                               |         | [ 10 ]   |